# Bona Kellgren
Bonaparta (Bona) Moreaua Fredrika Lovisa Kellgren, född Calonius 1801 i Kuopio, död där 1889, var en finländsk handelsredare. Hon ärvde som änka makens rederi 1850 och handelshus i Kuopio och utvecklade det till ett av Finlands största företag.
Hon var dotter till Israel Calonius och Lovisa Packman och gifte sig 1828 med Johan August Kellgren (d. 1850), med vilken hon fick fem barn. Hennes make ägde ett framgångsrikt handelshus och  Atrakoski sågverk i Nilsiä. Vid makens död övertog hon detta och exporterade timmer till Viborg och Sankt Petersburg, Tyskland, Italien och England. Hon hade också andelar i flera fartyg. Hennes son Rurik Kellgren förlorade dock förmögenheten 1872. 